# フェモラータオオモモブトハムシ

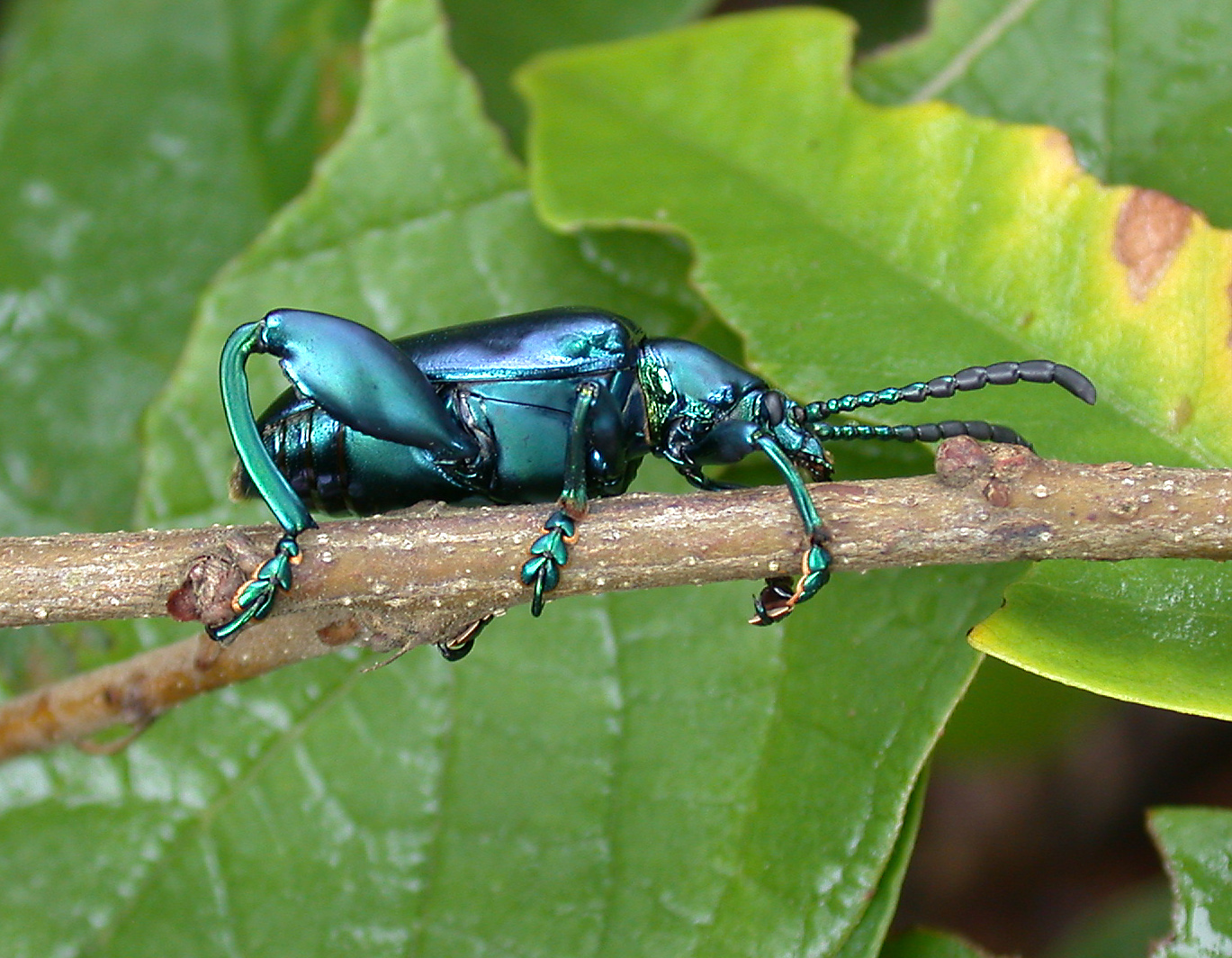

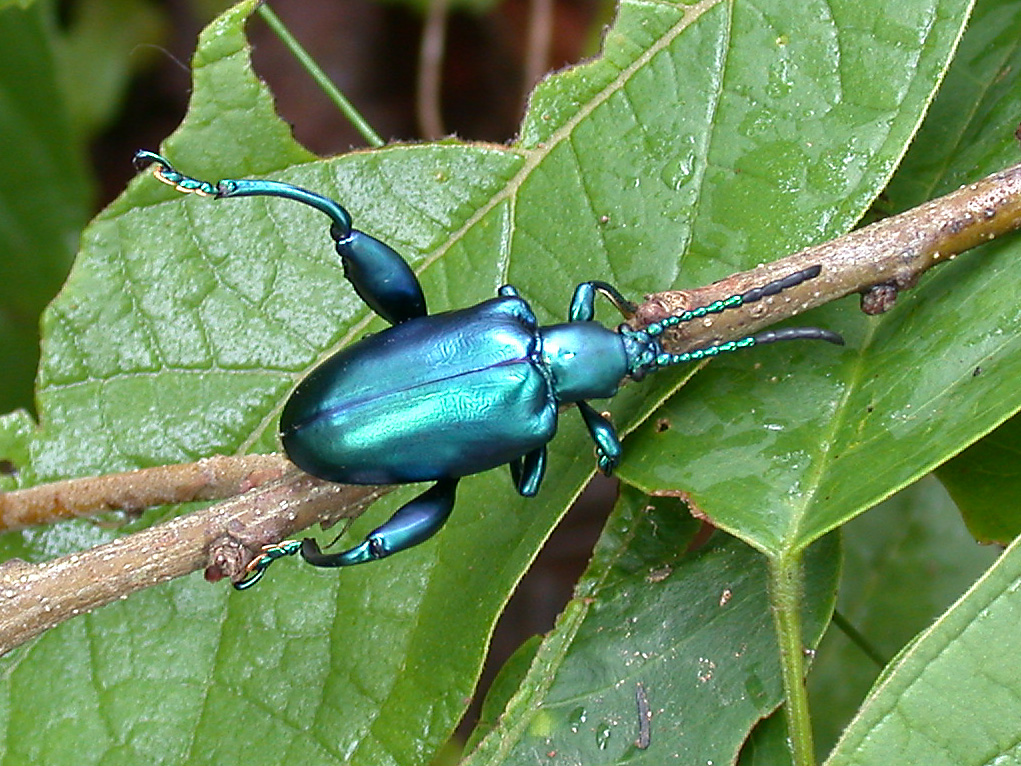

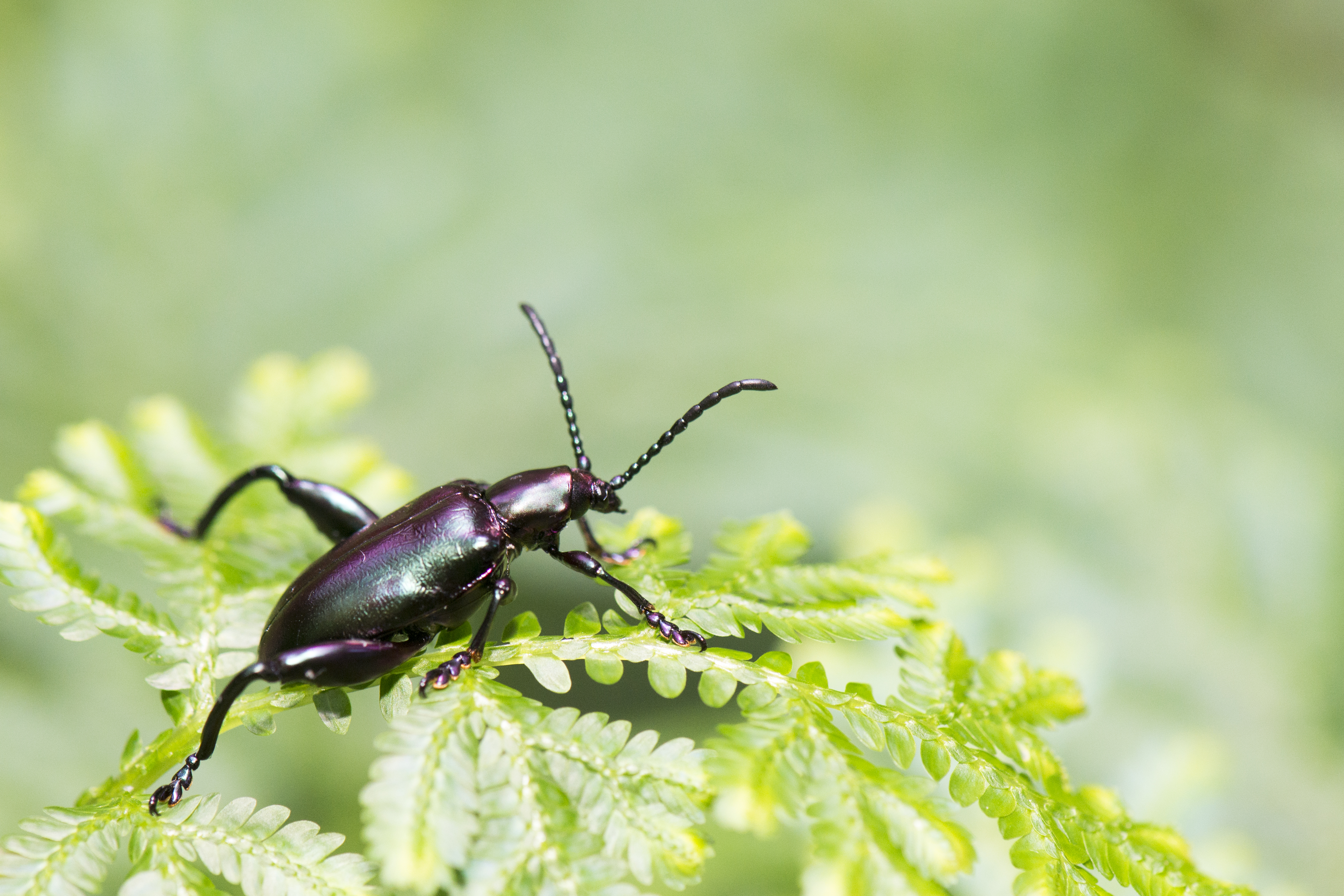

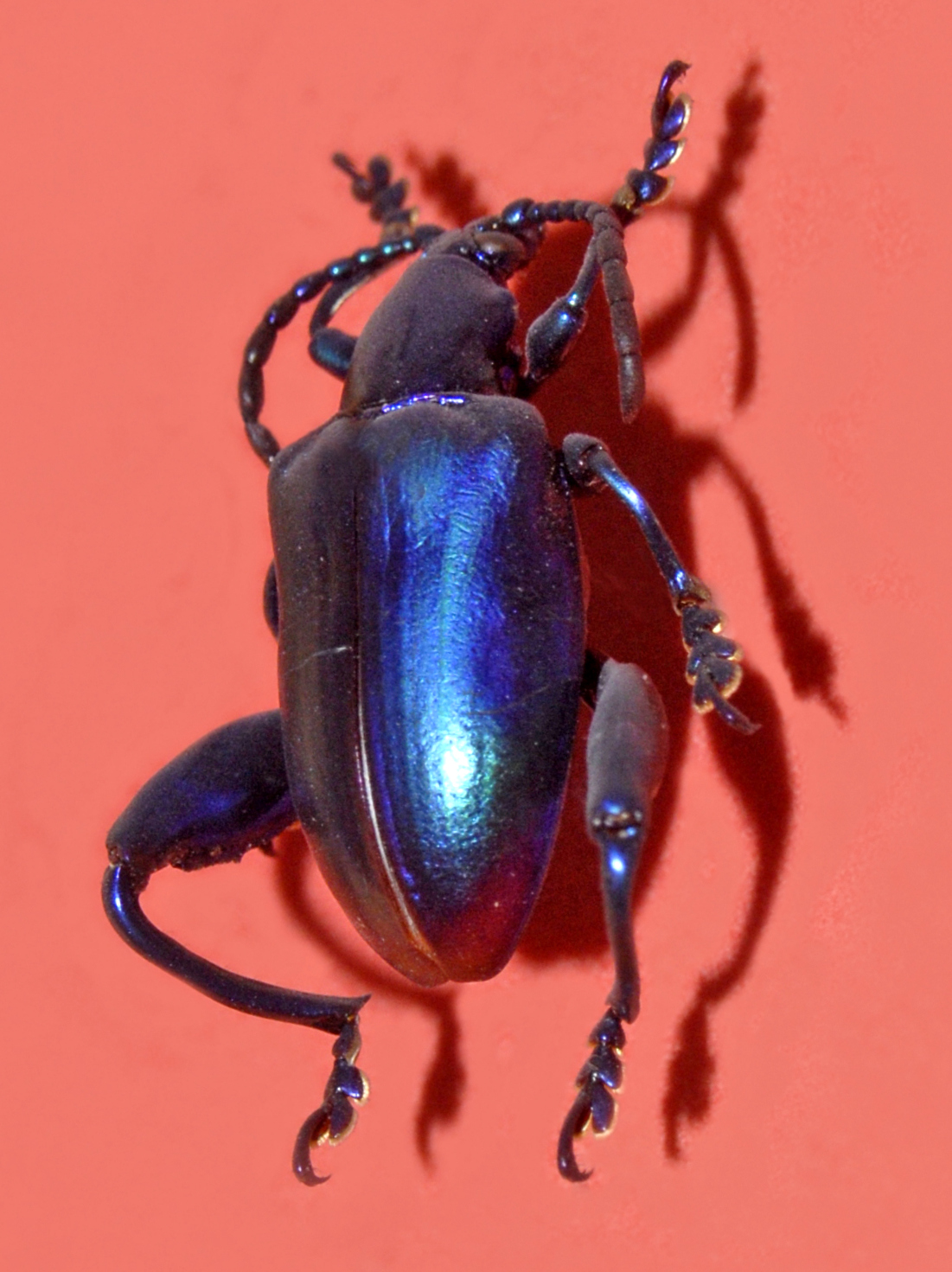

フェモラータオオモモブトハムシ（学名：Sagra femorata）は、コウチュウ目ハムシ科コガネハムシ亜科Sagra 属Sagra 亜属の1種に分類される昆虫。「フェモラータオオモモブトハムシ」のほかに和名として「オオモモブトハムシ」があり、「コガネハムシ」と称する例もある。
熱帯産。美しい甲虫として知られる。日本では外来種であり、2009年（平成21年）までに定着したことが確認されている。今後の拡大が懸念される。

## 名称

### 和名
国内で見つかる以前から「オオモモブトハムシ」という和名があるが、本種はコガネハムシ亜科（本種以外は国内に生息しない）に分類され、元から国内にもいるモモブトハムシ亜科とは別種であり、混同が指摘されている。国内での発見以降は学名から音写した「フェモラータ」をつけて表記しているものが多い。亜科名そのままの「コガネハムシ」という和名を使っていることもある。

## 分類

### シノニム
- Tenebrio femoratus Drury, 1773 - 原記載。
- Tenebrio viridis Sulzer, 1776
- Alurnus femorata (Drury, 1773)
- Alurnus dentipes Fabricius, 1787
- Sagra femorata (Drury, 1773)
- Sagra purpurea Lichtenstein, 1796
- Sagra dentipes (Fabricius, 1787)
- Sagra splendida Weber, 1801
- Sagra tridentata Weber, 1801
- Sagra splendida Olivier, 1807
- Sagra aenea Olivier, 1807
- Sagra nigrita Olivier, 1807
- Sagra empyrea Lacordaire, 1845
- Sagra druryi Lacordaire, 1845
- Sagra chrysochlora Lacordaire, 1845
- Sagra festiva Lacordaire, 1845
- Sagra longicollis Lacordaire, 1845
- Sagra speciosa Lacordaire, 1845
- Sagra superba Lacordaire, 1845
- Sagra quadraticollis Lacordaire, 1845
- Sagra ignita Lacordaire, 1845
- Sagra formosa Lacordaire, 1845
- Sagra heterodera Lacordaire, 1845
- Sagra weberi Lacordaire, 1845
- Sagra fabricii Lacordaire, 1845
- Sagra pfeifferi Baly, 1860
- Sagra mutabilis Baly, 1864
- Sagra longipes Baly, 1878
- Sagra puncticollis Jacoby, 1884
- Sagra brevipes Jacoby, 1889a
- Sagra papuana Jacoby, 1889b
- Sagra abdominalis Jacoby, 1895
- Sagra borneoensis Jacoby, 1898
- Sagra olivieri Weise, 1913
- Sagra femorata tonkinensis Kuntzen, 1914
- Sagra femorata purpurea Lichtenstein, 1796
- Sagra femorata empyrea Lacordaire, 1845
- Sagra femorata weberi Lacordaire, 1845
- Sagra femorata dentipes (Fabricius, 1787)
- Sagra queenslandica Mjöberg, 1917
- Sagra femorata andamanensis Jolivet, 1951
- Sagra purpurea var. atricolor Pic, 1953
- Sagra purpurea var. jeanvoinei Pic, 1953

## 生物的特徴

### 形質
美しい金属光沢のある体色と、太い後脚の腿節が特徴。オスのほうがメスより後脚が長い。体色には変異が多く、赤、緑、青、黒などがある。ただし国内で見つかっているものは赤い個体ばかりである。
以下は日本国内の個体群の情報になるが、クズを主な食草としており、6-8月頃に成虫が発生する。クズの茎に産卵し、幼虫はクズの蔓にゴール（虫こぶ）を作り、ここで越冬する。ゴール内には20ミリメートル程度の蛹室を作り、大きなゴールには数十個の個体が入っていることもある。成虫はゴール自体の白化した部分や、樹皮などを食べ、葉はあまり食べないという。なお、ゴールが発生してもクズは枯れないという。クズの蔓（つる）が他の植物に絡まった場合はそちらに侵入することもあり、その場合はゴールのない蛹室となり、見つけにくい。環境省発表の「我が国の生態系等に被害を及ぼすおそれのある外来種リスト」（2015年度）では「その他の総合対策外来種」に分類している。2018年時点では、国内でクズ以外での定着は報告されていないものの、日本国外では他の食害報告もあり、警戒される。

### 分布
原産地は、中国大陸南東部（中国南東部）、インドシナ半島（ベトナム、カンボジア、タイ、ミャンマー、ラオス）、ジャワ島、インド亜大陸（インド、スリランカ）など、中国本土南東部から東南アジア、インド亜大陸にかけての熱帯地域に広く分布する。日本では2006年（平成18年）以降に外来種として発見されている。

#### 国内での経緯
2009年（平成21年）に三重県松阪市で県内の研究者らに発見され、その時点で既に定着していた可能性が高いことが報告された。以降の継続調査で実際の越冬も確認され、その調査により死亡個体が少ないことも判明し、熱帯産にもかかわらず日本の冬に適応していると結論づけられている。なお、同市内では2006年（平成18年）にも3個体が見つかっていたことが後に判明し、実際はこの頃までに定着していた可能性が高いと考えられる。移入経路はペットとして密輸されたものと推測されている。本種は2005年（平成17年）ごろに各地のペット店で売られており、発見地近くの店に持ち込まれたものが逸出または故意に放された可能性がある。市内で見つかるのが赤い個体ばかりであることも、由来が少数の個体であることを示唆する。
食草はどこにでもあるクズであり、冬の低気温にも耐えうるため、関東以南ならばどこでも定着できると予想されている。2010年（平成22年）には発見者らを含む有志が駆除作業を実施したが、手作業による駆除は困難と結論づけられている。直接捕食する天敵も知られていない。こうした事情で徐々に分布を広げていくだろうと予見されているが、移動能力自体は低いという。しかし、その美しさのために生体が持ち出され、人為的に拡大する可能性も警戒されている。
2016年（平成28年）には松阪市での記録が急増したほか、隣接する津市でも生息が確認され始め、さらに同年、1個体のみであるが兵庫県宍粟市でも発見された。こうした分布拡大の要因について、自動車に着いて運ばれるなど、人間活動に伴う移動が起こっていると推測されている。

## 人間との関わり
上述もしたが、日本には少なくとも2006年（平成18年）までにペットとして密輸されていたと推定されている。本種は美しい構造色を具えた昆虫であり、今後もモラルの低い愛好家によって飼育される可能性と、それが自然界に放たれてしまう可能性が故意と過失の両面で考えられる。本種が繁殖に利用しているクズは日本全土に広く分布しているので、野に放たれた本種はおおかたの地域で繁殖できてしまう。また、クズはマメ科植物であり、マメ科植物にはダイズという食料面と経済面で極めて重要な農作物があるため、本種がダイズを利用し始めるようなことがあれば、重大な農業被害に発展してしまう。
昆虫食の観点からは、幼虫（終齢幼虫）が非常に美味なことで知られており、「クズに繁殖する美しい外来種昆虫を食べてしまおう」などといったコンセプトの下、食用昆虫の研究者（食用昆虫科学研究会など）やYouTuberを中心に様々な人のレポートがいくつも存在する。本種の幼虫は、湯に通した後、冷蔵することで味が落ち着き、芋虫に共通するクリーミーな味に加えて、ナッツに似た風味と、調理の仕方によっては杏仁豆腐に酷似した香りが立つという。しかしここでも、美味であることから、人工繁殖させて商品化しようとする者が今後現れかねないことを懸念する声も聞かれる。

## 関連文献
書籍、ムック
- 尾園暁『ハムシハンドブック』（新書判）文一総合出版、2014年8月11日。ISBN 4-8299-8122-9、ISBN 978-4-8299-8122-1、OCLC 890305926 。

その他
- 「（未記載）」『中日新聞』、中日新聞社、2010年7月20日。